# Губчатая энцефалопатия крупного рогатого скота

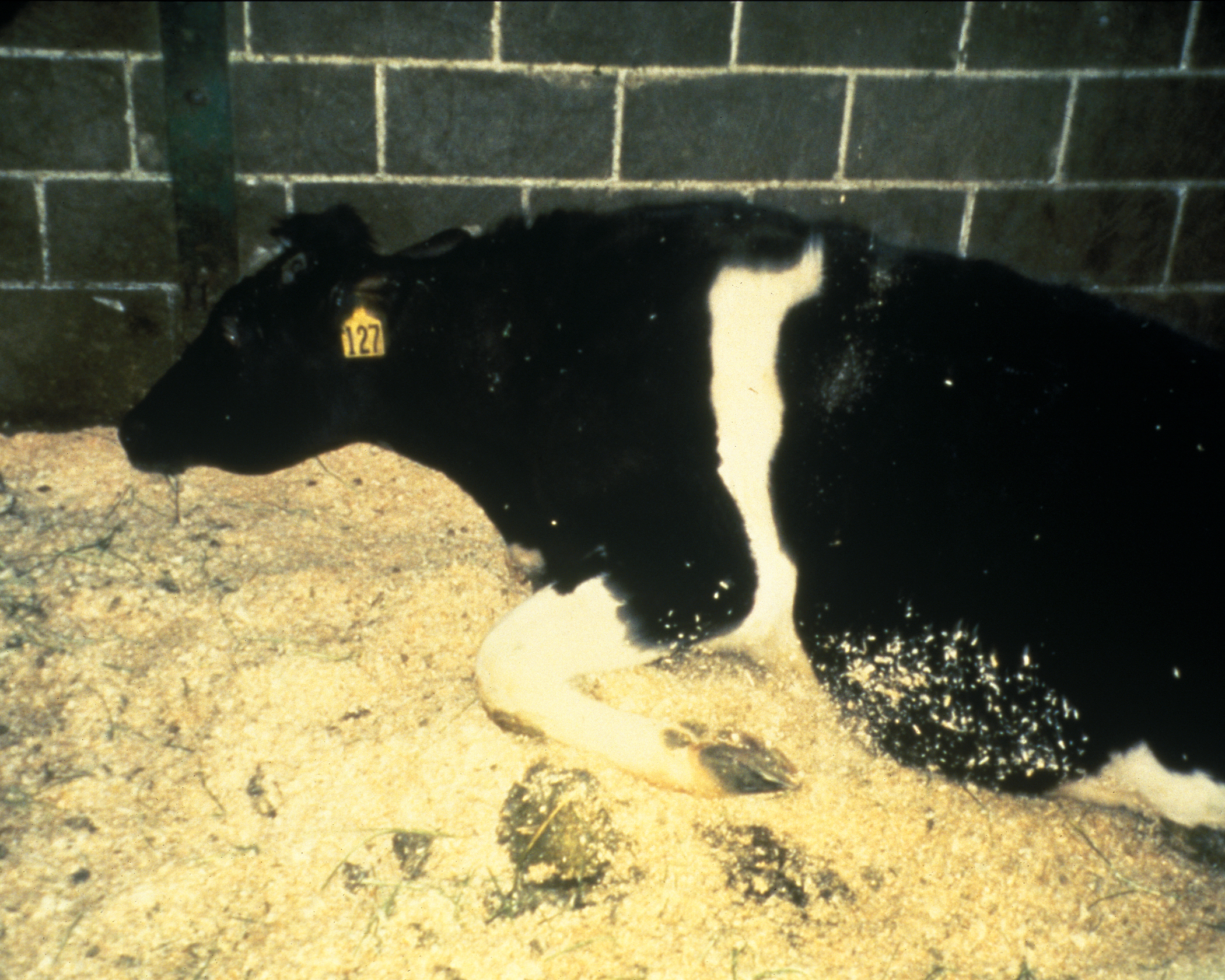
Типичная заболевшая ГЭКРС корова. Особенностью поздних стадий болезни является невозможность встать на ноги

Губчатая энцефалопатия крупного рогатого скота, ГЭКРС, коровье бешенство (англ. Bovine spongiform encephalopathy (BSE), англ. Mad-cow disease) — нейродегенеративная прионная болезнь, приводящая к необратимым, летальным изменениям в головном мозге заражённых животных, относится к группе трансмиссивных губчатых энцефалопатий. Вызывается прионом ГЭКРС (BovPrPSc, PrPbse). Инкубационный период от 30 месяцев до 8 лет. Передаётся при употреблении в пищу мяса больных животных, вызывает скрейпи у овец и болезнь Крейцфельдта — Якоба (новый вариант, vCJD, nvCJD) у людей.
Впервые было зафиксировано в Великобритании в 1986 году.
С конца 1980-х годов коровье бешенство было обнаружено у более чем 179 тысяч голов крупного рогатого скота в Великобритании. Также болезнь обнаружена у сотен коров в Ирландии, Франции, Португалии, Швейцарии, Испании, Германии. Регистрируются единичные случаи в других странах. Считается, что эпизоотия была вызвана скармливанием скоту мясокостной муки, изготовленной из останков инфицированных животных, в частности овец.  Было выявлено более двух сотен смертей людей (на февраль 2009 г.) от нового варианта болезни Крейцфельдта — Якоба.

## Инфекционный агент
Считается, что инфекционным агентом ГЭКРС является специфический тип неверно свернувшегося белка, называемый прионом. Подобные прионные белки распространяют болезнь между особями и вызывают деградацию мозга. ГЭКРС является трансмиссивной губчатой энцефалопатией. Такие болезни могут возникать у животных, несущих аномальную аллель, которая вызывает искажение первоначально нормальных белков из альфа-спирального состояния в складчатый бета-лист, который является формой данного белка, вызывающей болезнь. Передача агента может происходить, когда здоровое животное подвергается контакту с заражёнными тканями. В мозге данные белки вызывают деформацию обычного клеточного белка в инфекционное состояние, которое затем продолжает деформацию белков в прионы по цепной реакции.  Деформированные прионные белки образуют агрегаты белков, затем они объединяются в плотные плоские волокна и приводят к появлению микроскопических «дырок» в головном мозге, к вырождению физических и умственных способностей и в конечном итоге — к гибели.
Существуют различные гипотезы о происхождении прионовых белков у крупного рогатого скота. Две наиболее распространённые гипотезы: межвидовое заражение от овец (больных скрейпи, также известной как почесуха) и спонтанные появления прионных форм белка у КРС, происходящие в течение многих веков. Похожие симптомы описывал ещё Публий Флавий Вегеций Ренат в IV—V веках. Британское правительство считает, что причина была не в скрейпи, как первоначально заявлялось, а в каком-то событии в 1970-х годах, которое невозможно точно определить.
Анализ результатов исследования, опубликованный в PLoS Pathogens (12 сентября 2008 г.), предполагает, что ГЭКРС вызывается мутацией гена Prion Protein Gene. В нём показано, что 10-летняя корова из Алабамы с атипичной формой ГЭКРС имела те же мутации прионных генов, что и обнаруженные у людей, страдающих от генетической формы болезни Крейцфельдта — Якоба (gCJD). Несмотря на возможность генетического происхождения болезни, существуют другие формы прионных заболеваний человека — как спорадические (sCJD), так и вызванные употреблением заражённой пищи. Таким образом, потребление продуктов, изготовленных из тканей больных животных, приводит к новому варианту болезни Крейцфельдта — Якоба (nvCJD).